# الناطفي
الناطفي (ت. 446 هـ / 1054 م) هو فقيه حنفي، من أهل الري.
هو أحمد بن محمد بن عمر أبو العباس الناطفي، نسبته إلى عمل الناطف. من آثاره: «الأجناس» في أوقاف بغداد، و «الفروق» و «الروضة» في البلدية (ن 1208 ب) و «الواقعات» و «الاحكام» في الفقه.